# Paul Fleming (cầu thủ bóng đá)
Paul Fleming (sinh ngày 6 tháng 9 năm 1967) là một cựu cầu thủ bóng đá người Anh thi đấu ở vị trí hậu vệ phải, có hơn 200 lần ra sân.

## Sự nghiệp
Sinh ra ở Halifax, Fleming thi đấu cho Halifax Town, Mansfield Town và Chorley.